# Dialoghi sulla sinistra. Contingenza, egemonia, universalità
Dialoghi sulla sinistra. Contingenza, Egemonia, Universalità è un libro frutto della collaborazione dei teorici politici Judith Butler, Ernesto Laclau e Slavoj Žižek, pubblicato nel 2000.

## Contesto, struttura e temi
Nel corso degli anni Novanta, Butler, Laclau e Žižek si ritrovarono a confrontarsi reciprocamente nei propri libri. Per concentrarsi più da vicino sulle loro differenze teoriche (e somiglianze), decisero di produrre un libro in cui tutti e tre avrebbero contribuito con tre saggi ciascuno, con il secondo e il terzo saggio degli autori che avrebbero risposto ai punti controversi sollevati dai saggi precedenti. In questo modo, il libro è strutturato in tre "cicli" di tre saggi ciascuno, con punti di controversia e linee di argomentazione sviluppate, passati avanti e indietro, e così via.
A un certo punto dello scambio, Butler si riferisce all’esercizio come a un’involontaria “commedia dei formalismi” in cui ciascuno scrittore accusa gli altri due di essere troppo astratti e formalisti in relazione ai temi dichiarati di contingenza, egemonia, e universalità.
Al centro di questi temi c'è il desiderio di affrontare la questione del particolarismo e dell'emancipazione politica. Ad esempio, mentre Žižek sostiene la nozione di capitalismo come una struttura che consente varie rivendicazioni politiche particolari, Butler e Laclau sottolineano che tutta la politica può essere concettualizzata in termini di lotta egemonica, che rifiuta la nozione di qualsiasi struttura primaria, come il capitalismo o il patriarcato.
Nella sua recensione del libro, Linda Zirelli scrive che i tre condividono la visione secondo cui la prassi "emancipatoria" è possibile solo con una dimensione universale, che unisca persone con interessi comuni, ma che tale universalità non può cancellare le preoccupazioni particolari contrastanti che motivano gli individui. Infine cita Laclau per cui l'universalità è meglio concepita come un progetto (un orizzonte) che come una base per l'azione.

## Punti di controversia tra Butler e Laclau
- Il Reale lacaniano . Nella teoria psicoanalitica di Jacques Lacan, "il Reale" è considerato il limite della rappresentazione. Laclau si basa su questo concetto di Reale per giustificare la sua affermazione secondo cui le identità politiche sono incomplete. Butler sostiene che questo approccio eleva il Reale lacaniano a una categoria trascendentale e astorica. Laclau risponde dicendo che il Reale lacaniano introduce una disgiunzione radicale nella nostra idea di storia - qualcosa che mette radicalmente in discussione l'intera idea di un concetto che è "astorico". In altre parole, per Lacan non c'è continuità nella storia e, quindi, non possono esserci concetti "asitorici" stabili.
- Lotte politiche e identità. Butler contesta l'affermazione di Laclau secondo cui gruppi politici in competizione possono formare una "catena di equivalenza" attorno a una mancanza comune (ad esempio l'incompletezza della loro identità politica), affermando che Laclau non ha motivo di supporre che i gruppi di sinistra basino le loro lotte sull'"identità". Per questo motivo, Butler sostiene una politica di traduzione tra gruppi politici che lottano per la liberazione, in cui i gruppi riformulano le loro richieste nell'atto di tradurre queste richieste in altre che possono essere poste coerentemente accanto alle richieste di altri gruppi.
- Citazione e performance parodistica. Butler sostiene che i codici di genere, come la moda e i movimenti fisici, possono essere consapevolmente parodiati in modo tale da indebolirli, un progetto che ritiene importante per la liberazione femminista. Laclau sostiene che l'uso che Butler fa del termine "parodia" in questo contesto è eccessivamente giocoso e limita la politica femminista a modalità di resistenza politica meno conflittuali.

## Punti di contesa tra Laclau e Žižek
- Il capitalismo è "l'unico gioco in città"? L'argomento principale di Žižek contro Laclau è che il capitalismo può soddisfare tutte le richieste della politica identitaria e continuare comunque a sfruttare economicamente coloro che si identificano con il gruppo appena liberato. Ad esempio, le femministe potrebbero rallegrarsi della parità retributiva, ma - dal punto di vista di Žižek - questo non fa che incoraggiare la partecipazione delle donne all'economia capitalista. Žižek accusa Laclau di accettare l'idea che "il capitalismo sia ormai l'unica possibilità".
- L'universalità è fugace o impossibile? Laclau sostiene che la vera universalità politica è impossibile. Tuttavia, per Laclau, questo non significa che dovremmo abbandonare ogni tentativo di universalità politica (come alcuni post-strutturalisti potrebbero sostenere). Laclau sostiene invece che i progressisti devono includere questa certa incapacità di raggiungere l'universalità nelle loro strategie, da cui il titolo del suo libro di maggior successo (scritto insieme a Chantal Mouffe): Egemonia e strategia socialista (1985). Tuttavia, Žižek sostiene che l'universalità è possibile, anche se passeggera. Žižek ritiene che una volta che la sinistra accetterà l'impossibilità dell'universalità (come fa Laclau), avrà rinunciato a ogni speranza di rovesciare il capitalismo. In questo senso, la posizione di Žižek sull'universalità è altrettanto strategica di quella di Laclau.

## Punti di contesa tra Butler e Žižek
- Chi è il vero formalista? Butler accusa Žižek di essere un formalista hegeliano, in quanto sembra semplicemente applicare la sua metafisica hegeliana alla cultura, mentre la stessa Butler è interessata all'idea di performatività come rituale culturale. Butler ritiene quindi che Žižek non sia interessato alla specificità degli esempi che usa per illustrare le sue tesi e che in realtà scelga solo esempi che illustrino e supportino la sua argomentazione. A sua volta, Žižek accusa Butler di essere una formalista kantiana perché, a suo avviso, la performatività di genere è una struttura formalista vuota, che viene riempita da pratiche culturali contingenti.
- Differenza sessuale lacaniana . Seguendo la teoria psicoanalitica di Lacan, Žižek sostiene che la differenza sessuale funziona come una differenza "vuota" su cui vengono proiettate tutte le altre differenze successive. Pertanto, durante l'infanzia, il bambino entra nel mondo semiotico del linguaggio solo dopo aver accettato l'esistenza della differenza sessuale (che rimane una differenza "vuota" perché il bambino prelinguale non può riempirla con alcun contenuto positivo). Contro questa visione (e in difesa della loro tesi secondo cui il genere è messo in atto performativamente), Butler sostiene che, per essere affrontato in questo modo, il concetto di differenza sessuale nella teoria lacaniana deve essere "svuotato" di contenuti positivi, come la differenza biologica tra maschi e femmine.

## Controverse posizioni di Zizek
A un certo punto del dialogo, Žižek, decise di rinunciare alla democrazia, sia essa “radicale” o di altro tipo. Quel dialogo era cominciato con una dichiarazione condivisa di antitotalitarismo e di democrazia radicale, ma terminò con la presa di posizione di Žižek in favore del terrore, della dittatura e del fascismo di sinistra, citando posizioni staliniste.
“In psicoanalisi,  la colpa è  quindi una categoria che inganna,  non meno del suo opposto, l'innocenza. Malgrado il suo carattere scioccante e  'ingiusto',  anche la paradigmatica tesi stalinista sulle vittime dei processi politici  (“Più si  proclamano  innocenti,  più  sono  colpevoli”) contiene,  in  tal  senso,  un  briciolo  di  verità:  gh  ex  dirigenti  del  Partito ingiustamente condannati come traditori, erano colpevoli per certi versi, sebbene certo non per i crimini di cui erano esplicitamente accusati”